# 小行星11417
小行星11417（11417 Chughtai）是一颗绕太阳运转的小行星，为主小行星带小行星。该小行星于1999年5月13日发现。

## 轨道参数
小行星11417的轨道半长轴为2.7580608 UA，离心率为0.104。